# 1972년 동계 올림픽 오스트레일리아 선수단
1972년 동계 올림픽 오스트레일리아 선수단은 일본 삿포로에서 개최된 1972년 동계 올림픽에 참가한 올림픽 오스트레일리아 선수단이다.

## 참고 자료
- (영어) “Australia at the 1972 Sapporo Winter Games”. SR/Olympic Sports. 2014년 11월 27일에 원본 문서에서 보존된 문서. 2011년 10월 11일에 확인함.
- "Australians at the Olympics: A definitive history" by Gary Lester ISBN 0-949853-05-4 (Errata/0949853054)
- "2002 Australian Winter Olympic Team Guide"
- "The Compendium: Official Australian Olympic Statistics 1896-2002" 오스트레일리아 올림픽 위원회 ISBN 0-7022-3425-7 (Errata/0702234257)